# Ivan Hung đế và con trai Ivan ngày 16 tháng 11 năm 1581
Ivan Hung đế và con trai Ivan ngày 16 tháng 11 năm 1581 là một bức tranh theo trường phái hiện thực Nga của họa sĩ Ilya Repin. Ra đời giữa những năm 1883 và 1885, bức tranh khắc họa cảnh tượng Ivan Hung đế đau đớn ôm thân thể con trai mình, Thái tử Ivan Ivanovich, sau khi vô tình quật trượng vào đầu nó trong cơn cuồng nộ. Bức tranh lột tả nỗi đau và sự hối tiếc của Ivan già, song song với sự tha thứ dịu dàng trên khuôn mặt hấp hối đẫm lệ của vị thái tử.

## Bối cảnh và cảm hứng
Repin bắt đầu vẽ bức tranh này tại Moskva. Bản phác họa đầu tiên, với nhân vật Sa hoàng hướng về bên phải, có niên đại về năm 1882. Theo Repin, ý tưởng của bức tranh bắt nguồn từ sự đối diện của ông với những chủ đề như bạo lực, trả thù và máu me theo sau các sự biến chính trị tại Nga vào năm 1881; những nguồn cảm hứng đáng kể khác bao gồm nhạc phẩm của Nikolai Rimsky-Korsakov và các cuộc chọi trâu mà Repin chứng kiến trong chuyến đi của ông sang Tây Âu vào năm 1883.

### Bạo lực chính trị
Ngày 13 tháng 3 năm 1881 tại Sankt-Peterburg, Sa hoàng cải cách Aleksandr II bị mưu sát bởi Ignacy Hryniewiecki, thành viên của băng nhóm cách mạng Narodnaya Volya, bằng một quả bom. Hryniewiecki chết ít giờ sau vì vụ nổ. Tòng phạm của Hryniewiecki, những người Pervomartovtsy, bị treo cổ vào ngày 13 tháng 4 năm 1881. Repin, người tới Sankt-Peterburg vào năm 1881 để thăm thú triển lãm Peredvizhniki, có mặt tại đây vào thời điểm Sa hoàng băng hà. Ông quay lại vào tháng 4 và dự buổi hành quyết những kẻ chủ mưu và thủ phạm.
Bằng hữu của Repin, thi sĩ Vasily Kamensky, có kể trong hồi ký về "cái cách anh ấy [Repin] mục kích vụ hành quyết những người Pervomartovtsy" (Zhelyabov, Perovskaya, Kibalchich, Mikhailov và Rysakov). "À, đó là những khoảnh khắc ác mộng," – Repin thở dài – "phức tạp, ghê rợn. Tôi thậm chí nhớ như in mỗi tấm bảng treo trước ngực họ, với dòng chữ "sát vương" trên đó. Tôi thậm chí nhớ cả chiếc quần xám của Zhelyabov, chiếc mũ đen của Perovskaya".
Repin dành phần lớn các tác phẩm tiếp theo của mình; Sự cự tuyệt của lời thú (Отказ от исповеди; 1881), Bắt giữ tên tuyên truyền viên (Арест пропагандиста, 1882) và Họ bất ngờ (Не ждали; 1884–1888); để tri ân Pervomartovtsy. Ông cũng viết rất nhiều trong hồi ký về giai đoạn sáng tác này của mình: "Năm nay trôi đi như một vệt máu loang lổ, cảm xúc của chúng ta đã bị tổn thương bởi sự kinh hoàng của thế giới đương đại, thật là đáng sợ khi phải đương đầu với nó: nó sẽ kết thúc một cách tồi tệ! ... Chúng ta phải tìm ra lối thoát tại thời điểm mấu chốt này của lịch sử." Đối với Repin, tồn tại một liên kết ẩn nào đó giữa biến cố năm 1881 và cảnh huống lịch sử đúng 300 năm trước được khắc họa trong bức tranh Ivan Hung đế và con trai Ivan ngày 16 tháng 11 năm 1581, theo đó Sa hoàng chính là kẻ giết người.

### Nhạc phẩm của Rimsky-Korsakov
Một trong những nguồn cảm hứng khác cho bức tranh là tổ khúc giao hưởng Antar của Nikolai Rimsky-Korsakov, gồm bốn phân đoạn: dạo đầu, trả thù, quyền lực, và tình yêu.
Phân đoạn hai đẫm máu của nhạc phẩm Antar khơi gợi cho Repin nhiều cảm hứng nhất; ông viết trong hồi ký rằng:
Ở Moskva vào năm 1881, trong khi tôi đang nghe tác phẩm mới nhất của Rimsky-Korsakov, Trả thù ("Месть"). Sóng âm thanh này chiếm trọn lấy tôi, và tôi nghĩ, tôi không thể tóm lấy cái trạng thái tâm hồn của mình dưới sự ảnh hưởng của ca nhạc trong một bức tranh. Tôi lập tức nhớ tới Sa hoàng Ivan.

## Phá hoại và bàn cãi
Ngày 16 tháng 1 năm 1913, Ivan Hung đế và con trai Ivan ngày 16 tháng 11 năm 1581 bị rạch ba nhát dao bởi con trai của một thợ nội thất tên là Abram Balachov. Giám tuyển của Nhà trưng bày Tretyakov, Georgy Khruslov, đã tự vẫn khi hay tin bức tranh bị hư hại. Ít lâu sau, với sự giúp đỡ của Repin, bức tranh được phục hồi gần như nguyên trạng.
Một số người theo chủ nghĩa dân tộc ở Nga hiện nay phản đối việc trưng bày bức tranh này vì họ cho rằng nó là một phần của chiến dịch tuyên truyền bẩn của ngoại quốc đối với đất nước họ và vì hoàn cảnh khắc họa trong tranh không chính xác với thực tế lịch sử.
Tháng 10 năm 2013, một nhóm sử gia và nhà hoạt động Chính thống giáo Đông phương, dẫn đầu bởi Vassili Boiko-Veliki, một biện hộ gia ủng hộ  việc phong thánh cho Sa hoàng Ivan, đã gửi thư ngỏ lên Bộ trưởng Bộ Văn hóa của Liên bang Nga Vladimir Medinsky để đề nghị loại bỏ bức tranh khỏi Tretyakov với lý do rằng nó xúc phạm đến danh dự của những người yêu nước. Giám đốc của Nhà trừng bày, bà Irina Lebedeva, đã chính thức bác bỏ lời đề nghị này.